# Bab Lamrissa (tramway de Rabat-Salé)
 (avril 2025).
Si vous disposez d'ouvrages ou d'articles de référence ou si vous connaissez des sites web de qualité traitant du thème abordé ici, merci de compléter l'article en donnant les références utiles à sa vérifiabilité et en les liant à la section « Notes et références ».
 (avril 2025).
Motif : les stations de tramway ne sont habituellement pas admissibles
- Archive Wikiwix
- Bing
- Cairn
- DuckDuckGo
- E. Universalis
- Gallica
- Google
- G. Books
- G. News
- G. Scholar
- Persée
- Qwant
- (zh) Baidu
- (ru) Yandex
- (wd) trouver des œuvres sur Wikidata

| 1. | Préciser le motif de la pose du bandeau. | Précisez le motif de la pose du bandeau en utilisant la syntaxe suivante : {{admissibilité à vérifier\|date=juillet 2025\|motif=remplacez ce texte par le motif}}                                         |
| 2. | Informer les utilisateurs concernés.     | Pensez à avertir le créateur de l'article, par exemple, en insérant le code ci-dessous sur sa page de discussion : {{subst:avertissement admissibilité à vérifier\|Bab Lamrissa (tramway de Rabat-Salé)}} |

Ligne 1
Pont Hassan II
Madinat Al Irfane Gare de Salé
Hay Karima
Ligne 2
Pont Hassan II
Yacoub Al Mansour Arrazi
Hôpital Moulay Abdellah
Bab Lamrissa (en arabe : باب المريسة) est une station des lignes 1 et 2 du tramway de Rabat-Salé.

## Situation sur le réseau
La station se situe perdpendiculairement à l'avenue de Fès, devant l'enceinte de la médina de Salé. Il s'agit de la première station desservant Salé en venant de Rabat.

## Histoire
La station est mise en service le 23 mai 2011, lors de l'ouverture simultanéee des deux premières lignes.

## À proximité
À proximité de la station se trouve Bab Lamrissa, une des entrées de la médina de Salé, ainsi que la Marina Bourgreg.